# قيقب دافيدي
قيقب دافيدي (الاسم العلمي:Acer davidii) هو نوع من النباتات يتبع جنس القيقب من الفصيلة الصابونية.
سمي هذا النوع نسبةً إلى عالم النبات الفرنسي أرمان دافيد.

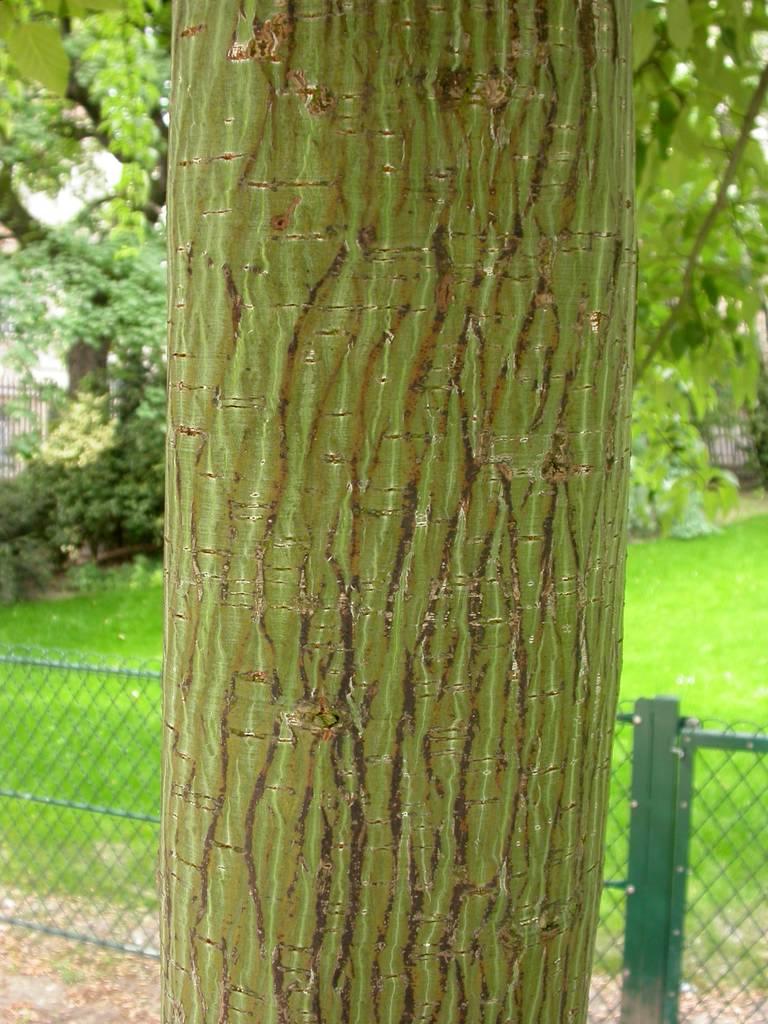
Acer davidii subsp. davidii
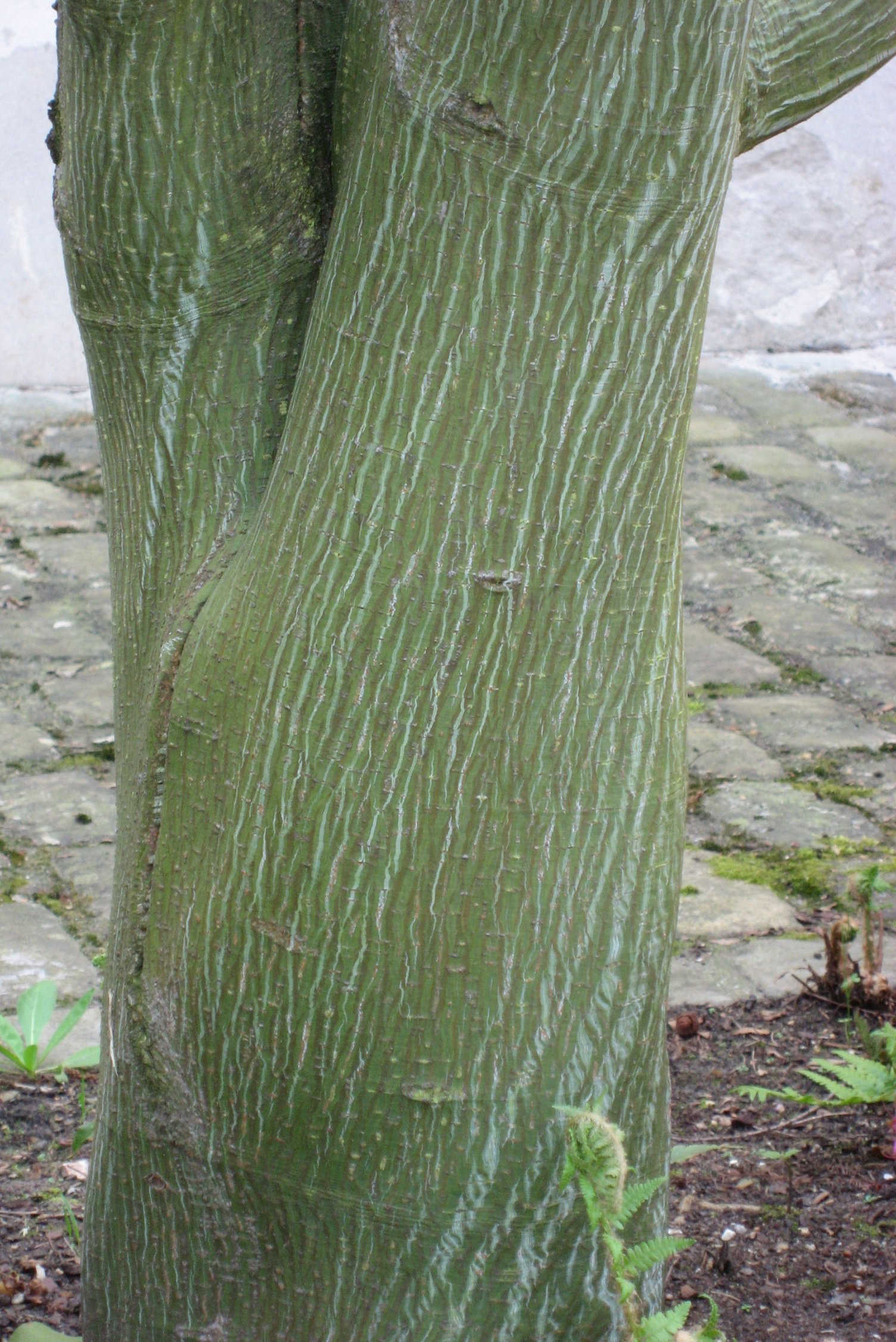
Bark of cultivar 'Ernest Wilson'
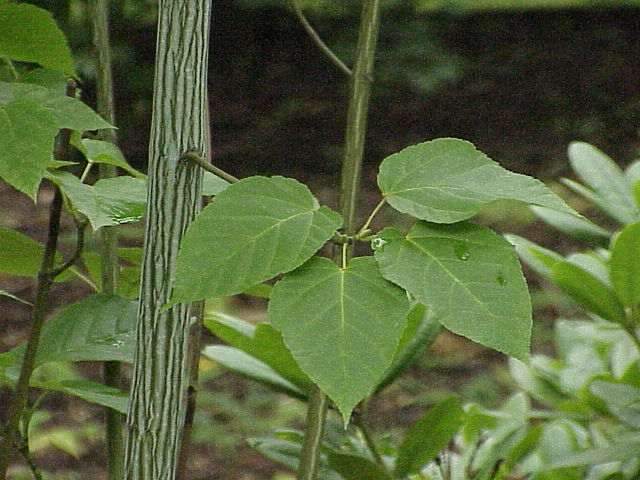
Acer davidii subsp. grosseri
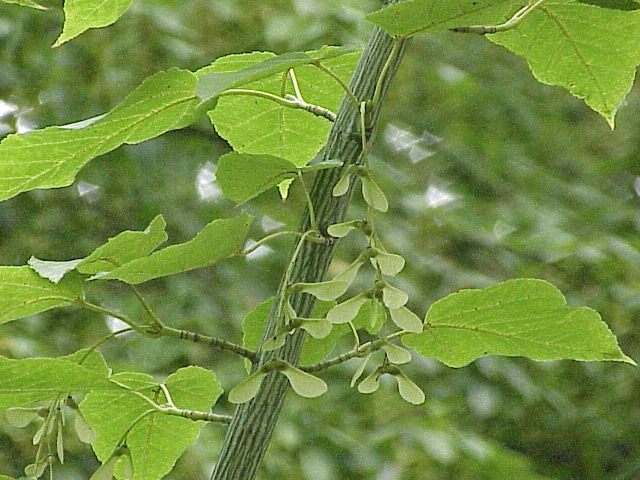
Acer davidii subsp. grosseri
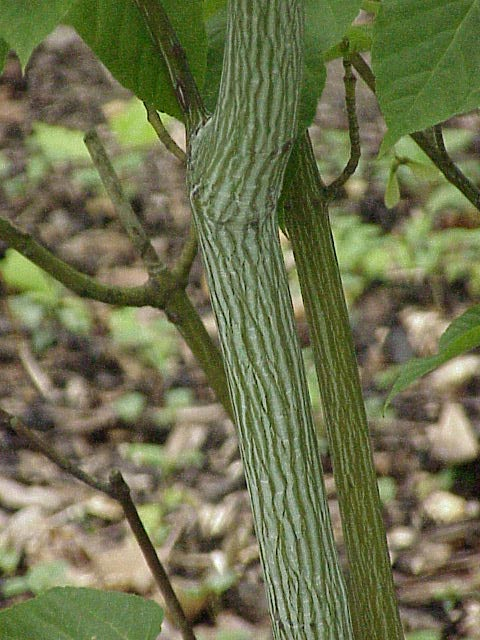
Acer davidii subsp. grosseri